# آنولایما
آنولایما (انگلیسی: Anolaima) نام شهری در کشور کلمبیا است.